# Ophiopsila novaezealandiae
Ophiopsila novaezealandiae is een slangster uit de familie Ophiocomidae.
De wetenschappelijke naam van de soort werd in 1974 gepubliceerd door Alan N. Baker.